# Orrhammar
Orrhammar – miejscowość (tätort) w Szwecji, w regionie administracyjnym (län) Södermanland, w gminie Flen.
Według danych Szwedzkiego Urzędu Statystycznego liczba ludności wyniosła: 270 (31 grudnia 2015), 250 (31 grudnia 2018) i 246 (31 grudnia 2019).